# Campionati austriaci di sci alpino 2006
I Campionati austriaci di sci alpino 2006 si sono svolti ad Altenmarkt-Zauchensee e a Lech tra il 23 e il 30 marzo. Il programma includeva gare di discesa libera, supergigante, slalom gigante, slalom speciale e combinata, tutte sia maschili sia femminili, ma il supergigante maschile è stato annullato.
Trattandosi di competizioni valide anche ai fini del punteggio FIS, vi hanno partecipato anche sciatori di altre federazioni, senza che questo consentisse loro di concorrere al titolo nazionale austriaco.

## Risultati

### Uomini

#### Discesa libera
| Pos. | Atleta                 | Nazione | Tempo   |
| ---- | ---------------------- | ------- | ------- |
| 1    | Andreas Buder          | Austria | 1:37,36 |
| 2    | Georg Streitberger     | Austria | 1:37,38 |
| 3    | Romed Baumann          | Austria | 1:37,43 |
| 4    | Clemens Unterdechler   | Austria | 1:37,99 |
| 5    | Michael Walchhofer     | Austria | 1:38,03 |
| 6    | Mario Herzog           | Austria | 1:38,19 |
| 7    | Matthias Lanzinger     | Austria | 1:38,22 |
| 8    | Christian Flaschberger | Austria | 1:38,62 |
| 9    | Thomas Graggaber       | Austria | 1:38,70 |
| 10   | Florian Scheiber       | Austria | 1:38,93 |

Data: 24 marzo

Località: Altenmarkt-Zauchensee

Pista: Weltcupstrecke

Partenza: 2 096 m s.l.m.

Arrivo: 1 390 m s.l.m.

Lunghezza: 2 660 m

Dislivello: 706 m

#### Supergigante
La gara, originariamente in programma il 24 marzo ad Altenmarkt-Zauchensee, è stata annullata.

#### Slalom gigante
| Pos. | Atleta                 | Nazione | Tempo   |
| ---- | ---------------------- | ------- | ------- |
| 1    | Hannes Reichelt        | Austria | 2:01,55 |
| 2    | Michael Zach           | Austria | 2:01,68 |
| 3    | Christoph Gruber       | Austria | 2:01,70 |
| 4    | Stephan Görgl          | Austria | 2:02,14 |
| 5    | Martin Marinac         | Austria | 2:02,43 |
| 6    | Christoph Nösig        | Austria | 2:02,57 |
| 7    | Christian Flaschberger | Austria | 2:02,81 |
| 8    | Wolfgang Hell          | Italia  | 2:02,92 |
| 9    | Philipp Schörghofer    | Austria | 2:02,93 |
| 10   | Peter Struger          | Austria | 2:02,97 |

Data: 29 marzo

Località: Lech

#### Slalom speciale
| Pos. | Atleta             | Nazione  | Tempo   |
| ---- | ------------------ | -------- | ------- |
| 1    | Mario Matt         | Austria  | 1:32,15 |
| 2    | Manfred Pranger    | Austria  | 1:32,91 |
| 3    | Kilian Albrecht    | Austria  | 1:33,33 |
| 4    | Kurt Engl          | Austria  | 1:33,54 |
| 5    | Martin Marinac     | Austria  | 1:33,91 |
| 6    | Silvan Zurbriggen  | Svizzera | 1:34,68 |
| 7    | Beat Feuz          | Svizzera | 1:35,00 |
| 8    | Romed Baumann      | Austria  | 1:35,11 |
| 9    | Patrick Bechter    | Austria  | 1:35,15 |
| 10   | Andreas Erschbamer | Italia   | 1:35,33 |

Data: 30 marzo

Località: Lech

#### Combinata
| Pos. | Atleta              | Nazione |
| ---- | ------------------- | ------- |
| 1    | Christoph Nösig     | Austria |
| 2    | Philipp Schörghofer | Austria |
| 3    | Bernhard Graf       | Austria |

Data: 24-30 marzo

Località: Altenmarkt-Zauchensee, Lech

Classifica stilata attraverso i piazzamenti ottenuti
in discesa libera, slalom gigante e slalom speciale

### Donne

#### Discesa libera
| Pos. | Atleta             | Nazione | Tempo   |
| ---- | ------------------ | ------- | ------- |
| 1    | Maria Holaus       | Austria | 1:08,39 |
| 2    | Andrea Fischbacher | Austria | 1:08,54 |
| 3    | Katja Wirth        | Austria | 1:08,59 |
| 4    | Karin Blaser       | Austria | 1:08,64 |
| 5    | Andrea Felber      | Austria | 1:08,98 |
| 6    | Stefanie Wopfner   | Austria | 1:09,05 |
| 7    | Stefanie Moser     | Austria | 1:09,25 |
| 8    | Kathrin Wilhelm    | Austria | 1:09,43 |
| 9    | Stefanie Riml      | Austria | 1:09,57 |
| 10   | Stefanie Hörl      | Austria | 1:09,71 |

Data: 23 marzo

Località: Altenmarkt-Zauchensee

Pista: Weltcupstrecke

Partenza: 1 900 m s.l.m.

Arrivo: 1 390 m s.l.m.

Lunghezza: 1 800 m

Dislivello: 510 m

#### Supergigante
| Pos. | Atleta                | Nazione | Tempo   |
| ---- | --------------------- | ------- | ------- |
| 1    | Elisabeth Görgl       | Austria | 1:13,87 |
| 2    | Andrea Fischbacher    | Austria | 1:13,98 |
| 3    | Ingrid Rumpfhuber     | Austria | 1:14,30 |
| 4    | Alexandra Meissnitzer | Austria | 1:14,46 |
| 5    | Marlies Schild        | Austria | 1:14,82 |
| 6    | Silvia Berger         | Austria | 1:14,85 |
| 7    | Andrea Felber         | Austria | 1:14,93 |
| 8    | Anna Fenninger        | Austria | 1:15,08 |
| 9    | Eveline Rohregger     | Austria | 1:15,09 |
| 10   | Kathrin Zettel        | Austria | 1:15,46 |

Data: 24 marzo

Località: Altenmarkt-Zauchensee

Pista: Weltcupstrecke

Partenza: 1 900 m s.l.m.

Arrivo: 1 390 m s.l.m.

Lunghezza: 1 940 m

Dislivello: 510 m

#### Slalom gigante
| Pos. | Atleta             | Nazione | Tempo   |
| ---- | ------------------ | ------- | ------- |
| 1    | Eva-Maria Brem     | Austria | 2:23,81 |
| 2    | Elisabeth Görgl    | Austria | 2:24,12 |
| 3    | Andrea Fischbacher | Austria | 2:24,37 |
| 4    | Andrea Felber      | Austria | 2:24,47 |
| 5    | Anna Fenninger     | Austria | 2:25,34 |
| 6    | Eveline Rohregger  | Austria | 2:25,60 |
| 7    | Regina Mader       | Austria | 2:25,93 |
| 8    | Silvia Berger      | Austria | 2:26,25 |
| 9    | Michaela Nösig     | Austria | 2:26,61 |
| 10   | Stefanie Moser     | Austria | 2:26,64 |

Data: 28 marzo

Località: Lech

#### Slalom speciale
| Pos. | Atleta              | Nazione  | Tempo   |
| ---- | ------------------- | -------- | ------- |
| 1    | Karen Persyn        | Belgio   | 2:09,50 |
| 2    | Kathrin Hölzl       | Germania | 2:10,54 |
| 3    | Eva-Maria Brem      | Austria  | 2:10,62 |
| 4    | Katrin Triendl      | Austria  | 2:11,21 |
| 5    | Bernadette Schild   | Austria  | 2:11,58 |
| 6    | Michaela Nösig      | Austria  | 2:11,88 |
| 7    | Stefanie Köhle      | Austria  | 2:13,09 |
| 8    | Nicole Schmidhofer  | Austria  | 2:14,43 |
| 9    | Corinne Sperk       | Austria  | 2:14,81 |
| 10   | Mariella Voglreiter | Austria  | 2:15,27 |

Data: 27 marzo

Località: Lech

#### Combinata
| Pos. | Atleta             | Nazione |
| ---- | ------------------ | ------- |
| 1    | Michaela Nösig     | Austria |
| 2    | Bernadette Schild  | Austria |
| 3    | Nicole Schmidhofer | Austria |

Data: 23-28 marzo

Località: Altenmarkt-Zauchensee, Lech

Classifica stilata attraverso i piazzamenti ottenuti
in discesa libera, slalom gigante e slalom speciale